# Ancistrus stigmaticus
Ancistrus stigmaticus är en fiskart som beskrevs av Eigenmann och Eigenmann, 1889. Ancistrus stigmaticus ingår i släktet Ancistrus och familjen Loricariidae. Inga underarter finns listade i Catalogue of Life.

## Bildgalleri

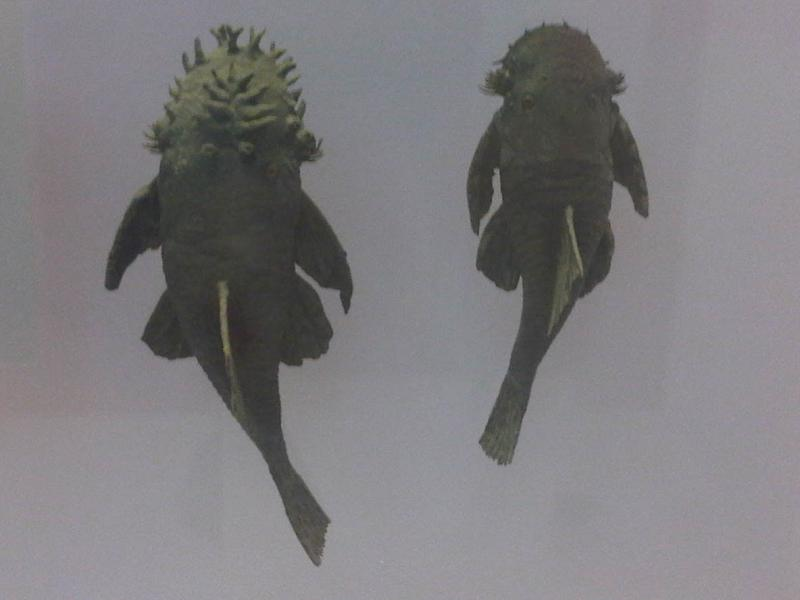